# Mk 4/Mk 40 Folding-Fin Aerial Rocket

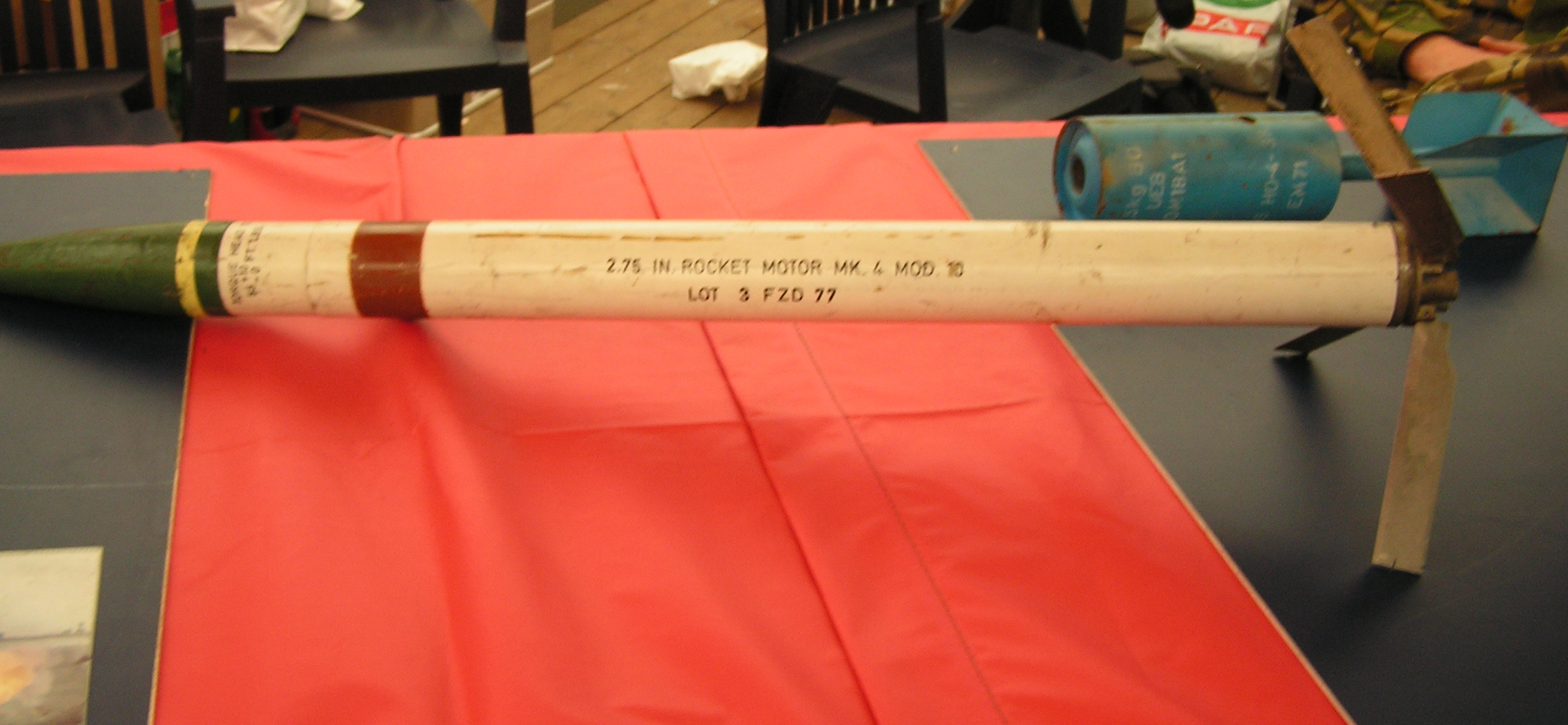
Um foguete Mk 4 modelo 10 em exibição na Volkel Air Base.

O Mk 4 Folding-Fin Aerial Rocket (FFAR), também conhecido como Mighty Mouse, era um foguete não guiado de 70 mm de diâmetro, usado por aviões militares Norte americanos. Ele foi desenvolvido como um míssil ar-ar, para permitir que aviões de interceptação, destruíssem bombardeiros inimigos com muito maior alcance e eficiência que as metralhadoras e canhões antiaéreos da época. Mais tarde, foi desenvolvido a partir dele um motor de foguete modular, o Mk 40, para uso como míssil ar-terra.